# Ferdinand Snellaert
Ferdinand Augustijn Snellaert (Kortrijk, 21 juli 1809 - Gent, 3 juli 1872) was een Belgisch Nederlandstalig auteur, bestuurder en arts.

## Levensloop

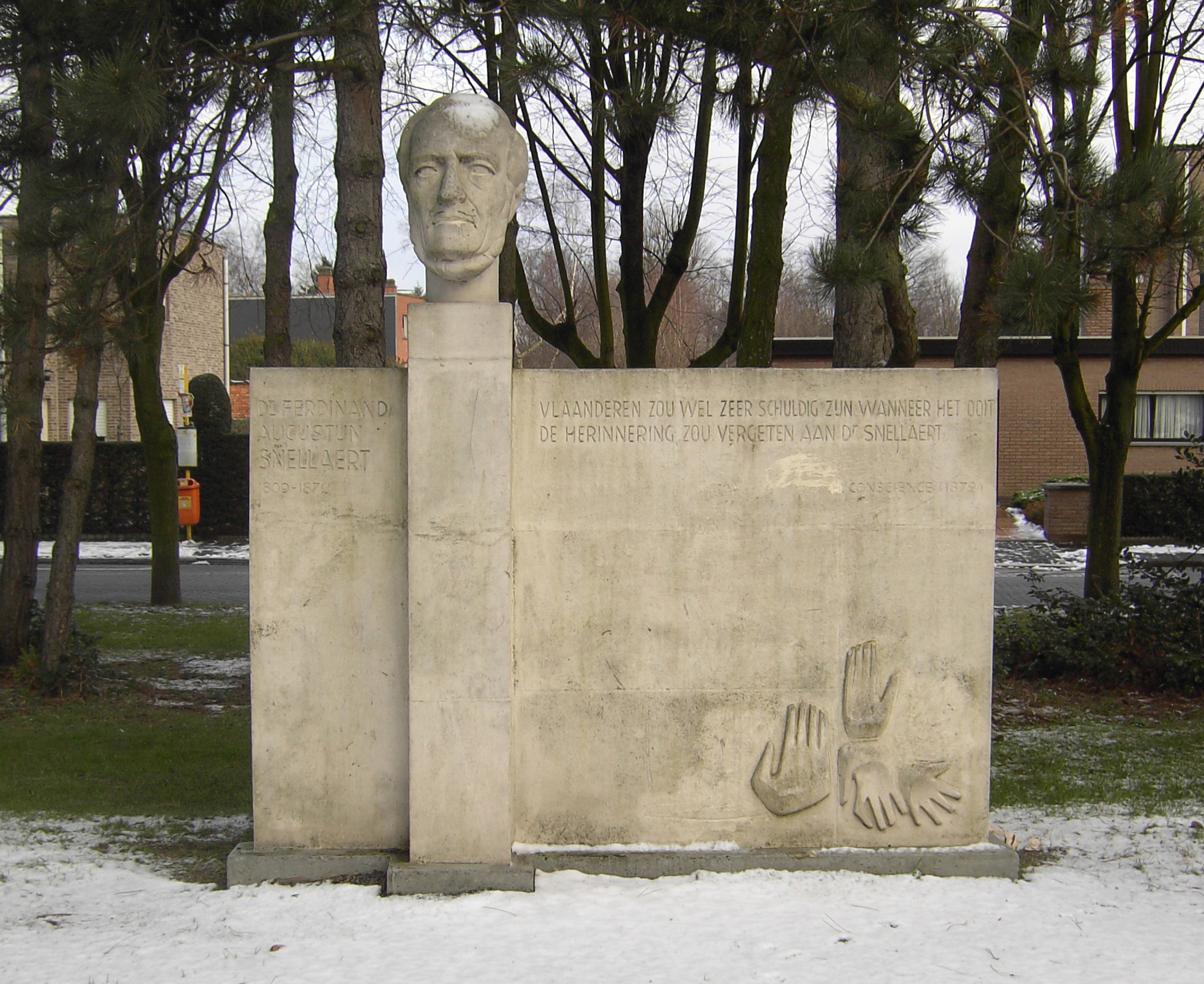
Monument Ferdinand Snellaert op het gelijknamige plein in Sint-Amandsberg (Gent)

Snellaert was een zoon van Willem Snellaert en Maria Josepha Monteyne. Zijn vader was achtereenvolgens schoenlapper, vishandelaar en bediende bij de Berg van Barmhartigheid. In de Hollandse tijd behoorde hij tot de orangisten.
Vanaf 1822 volbracht hij zijn middelbare studies aan het Theresiaans College in Kortrijk. Toen zijn moeder stierf in 1826 en zijn vader de last van een groot gezin moest dragen vond Snellaert toch een oplossing om verder te studeren. Hij liet zich inschrijven als onbezoldigd kweekeling aan de Universiteit van Utrecht (1827-1829), wat hem toeliet, mits het leveren van kleine diensten, gratis te mogen studeren aan de faculteit geneeskunde. Hij werd arts in het Nederlandse leger (1830-1835). Na zijn ontslag vestigde hij zich als huisarts in Gent, studeerde intussen verder en werd in 1837 doctor in de geneeskunde aan de Rijksuniversiteit Gent.
Als voormalig orangist werd hij actief in de Vlaamse Beweging. Hij stichtte de Maetschappy van Vlaemsche Letteroefening, De Tael is gantsch het Volk en nam deel aan tal van Vlaamsgezinde initiatieven zoals het Vlaams petionnement (1840), het Kunst- en Letterblad (1840), de Nederlandse taal- en letterkundige conferenties (vanaf 1849), het Rapport van de Grievencommissie (1856-1859) en het Vlaemsch Verbond (1861).

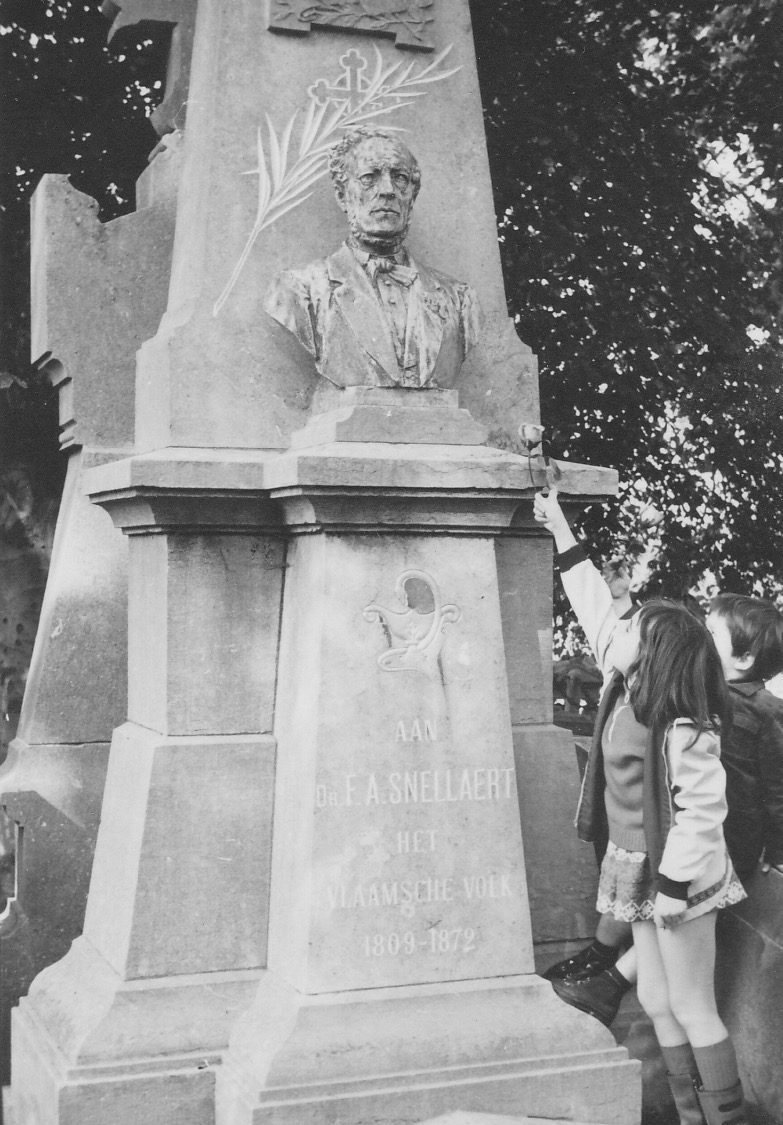
Grafmonument op het Campo Santo te Sint-Amandsberg

In 1847 volgde Snellaert zijn vriend Jan Frans Willems op als lid van de Koninklijke Belgische Academie in Brussel waar hij de Vlaamse zaak verdedigde. Hij was ook medestichter van het Willemsfonds, waarvan hij van 1855 tot 1862 voorzitter was. In 1849, op de eerste Nederlandse taal- en letterkundige conferentie, hield hij de openingsrede waar hij voorhield dat alle mogelijke middelen aangewend moesten worden om de geest van het volk te versterken en diegenen te bestrijden die het volk in zijn ontwikkeling tegenwerkten. Taal werd beschouwd als een belangrijk instrument om het karakter van het volk te vormen.
Zijn overlijden was het gevolg van een trombose, verhaast door een langdurige besmetting van de ademhalingswegen. Hij werd begraven op het Dampoortkerkhof en daarna overgebracht naar het Campo Santo in Sint-Amandsberg. Een praalgraf met borstbeeld werd op de plek opgericht. Vijf jaar na zijn overlijden in 1872 werd in Gent de Snellaertskring opgericht, een literaire kring die zich net als Snellaert zelf ook politiek manifesteerde.
Hij bleef vrijgezel.

## Publicaties
- Enkele beschouwingen over de functies en de ziekten van het zenuwstelsel proefschrift universiteit Gent, 1837.
- Oude Vlaemsche liederen (1848), samen met Jan Frans Willems.
- Histoire de la littérature flamande (1849).
- Snellaert, Ferdinand A., Schets eener geschiedenis der Nederlandsche letterkunde. Hoste (18 januari 2023). Gearchiveerd op 8 juli 2023 – via Google Books.  (1850, 4e ed. 1866)
- Vlaemsche bibliographie (1851).
- Oude en nieuwe liedjes (1852).
- De Cholera (1855), volksalmanak.
- Vlaemsche commissie (1859).
- Alexanders geesten (1861).
- Nederlandsche gedichten uit de veertiende eeuw van Jan van Boendaele, Hein van Aken e.a. (1869).